# Lars-Olof Skantze
Lars-Olof Hugo Skantze i riksdagen kallad Skantze i Karlskrona, född 3 april 1897 i Karlskrona, död 6 oktober 1955 i S:t Görans församling, Stockholm, var en svensk företagsledare och politiker (i Högerpartiet). Han var ledamot av riksdagens andra kammare från 1945, invald i Blekinge läns valkrets.

## Familj
Lars-Olof Skantze var son till Hugo Skantze (1867–1919) och Nanna Skantze (1870–1935) och var bror till Björn-Orvar (1910–1975). Han var gift med Ewy Skantze, född Andrén (1899–1966), och hade två barn med henne.

## Utbildning
Efter studentexamen utbildade Lars-Olof Skantze sig till civilingenjör på KTH i Stockholm med examen i elektroteknik 1921. Under studietiden anslöt han sig som volontär till ingenjörkompaniet i Karlskrona och blev så småningom kapten i fortifikationens reserv.

## Karriär
År 1921 återvände Skantze till Karlskrona och blev avdelningschef på familjeföretaget Karlskrona Lampfabriks gjuteri.
År 1930 blev han chef för SKF:s marknadsföring i Latinamerika med stationering i Rio de Janeiro. 1933 återkom han till Karlskrona och blev VD för Karlskrona Lampfabrik. Under tiden 1935–1937 var han verkställande direktör för Karlskrona Porslinsfabrik. 1948 utsågs Skantze till syssloman för svenska statens försäljningen av tyska Siemens, där han erbjöds platsen som verkställande direktör för Elektriska AB AEG som var under försvenskning efter kriget. Han innehade denna befattning från 1950 till sin död. Skantze deltog i flera styrelser bland annat i Sveriges elektro- industriförening (Elif) 1945–1955.

## Politiskt engagemang
Skantze blev politiskt engagerad redan under 1920-talet. Han deltog i kommunalpolitiken i Karlskrona och satt både i Karlskrona Drätselkammare och Blekinge läns landsting, vars vice ordförande han var från 1943. När Allmänna valmansförbundet i Blekinge bytte namn till Högern 1934 blev han dess ordförande och blev 1945 invald i riksdagens andra kammare för Blekinge läns valkrets.
Lars-Olof Skantze är begravd på Skogskyrkogården i Stockholm.